# Окланд
 За града в щата Калифорния, САЩ вижте Оукланд (Калифорния).  
Окланд (на английски: Auckland City; на маорски: Tāmaki Makau Rau или Ākarana) е най-големият град в Нова Зеландия. Разположен е на западния бряг на тихоокеанския залив Хаураки на Северния остров. Населението му е 404 658 жители, а на агломерацията Голям Окланд (Auckland metropolitan area или Greater Auckland) – около 1,33 млн. души (2007).
Наполовина типичен град, наполовина морски, Окланд е космополитен град, обграден от очарователен воден свят, осеян с повече от 50 острова. Само за половин час може да се достигне до почти всякакви места, да се плава към някой от островите, да се отиде на поход през тропическа джунгла или на пикник на върха на вулкан, да се дегустира вино в някоя от винарните или да се броди по пустия океански плаж, засипан с черен пясък. Мултикултурен характер – различните култури придават своя привкус на стила на живот в града и засилват интереса към него. В резултат кулинарното изкуство, наречено „Тихоокеански венец“ и съчетаващо азиатски и тихоокеански отличителни черти, е доведено до съвършенство.
На езика на маорите град Окланд се нарича „Тамаки-Макау-Рау“ – „девицата със стоте обожатели“. Градът си е спечелил това име, тъй като районът, в който е разположен, е бил желан от много племена. От градски развлечения към слънцето на островите – съвременна градска среда, където всеки живее на не повече от половин час път до прекрасни плажове, пътеки за туристически поход и до дузина пленителни острови за отдих. Представата за града се допълва от слънчевия климат, ритъма на полинезийската култура за фон, както и страстта за превъзходна храна, вино и пазаруване. Това характерно за града съчетание е допринесло за начин на живот, който е един от най-добрите в света. Природните дадености на Окланд го правят мечтана дестинация за всякакви хора, от гледащите да минат по-евтино туристи с раници на гърба до собствениците на яхти, за които парите не са проблем.

## Известни личности
Родени в Окланд
- Едмънд Хилари (1919 - 2008), алпинист
- Барбара Рей-Вентър (р. 1948), биоложка
- Рей Сефо (р. 1971), кикбоксьор